# Quercus motuoensis
Espèce
Synonymes
- Cyclobalanopsis motuoensis (C.C.Huang) Y.C.Hsu & H.Wei Jen[1]

Quercus motuoensis est une espèce de chênes du sous-genre Cyclobalanopsis. L'espèce est présente à Taïwan[réf. nécessaire] et au Tibet.
Quercus motuoensis est un grand arbre atteignant 30 mètres de haut. Les feuilles peuvent atteindre 10 cm de long,.